# Musa voonii
Musa voonii är en enhjärtbladig växtart som beskrevs av Markku Häkkinen. Musa voonii ingår i släktet bananer, och familjen bananväxter. Inga underarter finns listade i Catalogue of Life.